# 살라바트 율라예프 우파
살라바트 율라예프 우파(러시아어: ХК Салават Юлаев Уфа)는 1957년 창단된 러시아 우파의 프로 아이스하키팀이다. 현재 콘티넨탈 하키 리그에 참가하고 있으며 홈구장은 우파 아레나이다.